# Anna Mstislavna
Anna Mstislavna (in russo Анна Мстиславна?; XIII secolo – 1252 o dopo) fu, per via matrimoniale, principessa di Galizia, dopo aver sposato Danilo Romanovič; era figlia del principe Mstislav Mstislavič l'Audace e di Maria, figlia a sua volta del capotribù poloviciano Köten.

## Biografia
Dal 1217 o dal 1219 celebrò le nozze con Danilo Romanovič di Galizia. Il matrimonio con Anna rafforzò la legittimità delle pretese di Daniele sull'eredità galiziana e appianò le controversie in corso tra i Monomachi (un ramo della dinastia rjurikide) per il controllo del principato di Galizia. È probabile che il padre di Anna, Mstislav Mstislavič, avesse inoltre promesso di nominare del proprio genero Danilo il suo erede e co-reggente. Tuttavia, già nel 1221 l'alleanza si incrinò, poiché Danilo non fornì a Mstislav il sostegno necessario nella lotta per il controllo della regione. In seguito, Mstislav iniziò a cercare un nuovo erede e, su consiglio dei boiari, scelse il principe ungherese Andrea, che sposò la sua seconda figlia, Maria.

## Discendenza
Anna ebbe diversi figli. Tra i maschi si annoverano:
- Iraklij Danilovič (1223 circa-1240 circa)
- Leone I (1228 circa-1301 circa) – principe di Belz (1245-1264) e di Galizia (1264-1301); trasferì la capitale a Leopoli
- Romano (? - 1258/1260) - principe di Luc'k (1265-1289), e poi di Volinia (dal 1289)
- Švarnas († 1269, sepolto a Chełm) – re di Galizia e granduca di Lituania (1264-1267, 1268-1269)
- Mstislav (?-dopo il 1288) – principe di Luc'k (1264-dopo il 1288)

Le femmine furono invece:
- Perejaslava Danilovna († 12 aprile 1283) – sposò il principe Siemowit I di Masovia
- Anastasia († 1277 circa) – sposò nel 1250 (o 1251) il principe di Suzdal' Andrea Jaroslavič
- Sofia († 1290 circa) – sposò Enrico V, conte di Schwarzburg-Blankenburg

## Ascendenza
|                                     |   |                      | Genitori               |  |  | Nonni |  |  | Bisnonni             |  |  | Trisnonni               |  |
|                                     |   |                      |                        |  |  |       |  |  | Rostislav Mstislavič |  |  | Mstislav I Vladimirovič |  |
|                                     |   |                      |                        |  |  |       |  |  | Rostislav Mstislavič |  |  | Mstislav I Vladimirovič |  |
|                                     |   | Cristina Ingesdotter |                        |  |  |       |  |  | Rostislav Mstislavič |  |  |                         |  |
| Mstislav Rostislavič                |   |                      |                        |  |  |       |  |  | Rostislav Mstislavič |  |  |                         |  |
|                                     |   | …                    | …                      |  |  |       |  |  |                      |  |  |                         |  |
|                                     |   | …                    | …                      |  |  |       |  |  |                      |  |  |                         |  |
|                                     |   | …                    | …                      |  |  |       |  |  |                      |  |  |                         |  |
| Mstislav Mstislavič                 |   | …                    |                        |  |  |       |  |  |                      |  |  |                         |  |
|                                     |   | Jaroslav Osmomysl    | Vladimirko Volodarovič |  |  |       |  |  |                      |  |  |                         |  |
|                                     |   | Jaroslav Osmomysl    | Vladimirko Volodarovič |  |  |       |  |  |                      |  |  |                         |  |
|                                     |   | Jaroslav Osmomysl    | Sofia d'Ungheria       |  |  |       |  |  |                      |  |  |                         |  |
| una figlia di Jaroslav Osmomysl (?) |   | Jaroslav Osmomysl    |                        |  |  |       |  |  |                      |  |  |                         |  |
|                                     |   | …                    | …                      |  |  |       |  |  |                      |  |  |                         |  |
|                                     |   | …                    | …                      |  |  |       |  |  |                      |  |  |                         |  |
|                                     |   | …                    | …                      |  |  |       |  |  |                      |  |  |                         |  |
| Anna Mstislavna                     |   | …                    |                        |  |  |       |  |  |                      |  |  |                         |  |
|                                     | … | …                    |                        |  |  |       |  |  |                      |  |  |                         |  |
|                                     | … | …                    |                        |  |  |       |  |  |                      |  |  |                         |  |
|                                     | … | …                    |                        |  |  |       |  |  |                      |  |  |                         |  |
| Köten                               | … |                      |                        |  |  |       |  |  |                      |  |  |                         |  |
|                                     |   | …                    | …                      |  |  |       |  |  |                      |  |  |                         |  |
|                                     |   | …                    | …                      |  |  |       |  |  |                      |  |  |                         |  |
|                                     |   | …                    | …                      |  |  |       |  |  |                      |  |  |                         |  |
| Maria                               |   | …                    |                        |  |  |       |  |  |                      |  |  |                         |  |
|                                     |   | …                    | …                      |  |  |       |  |  |                      |  |  |                         |  |
|                                     |   | …                    | …                      |  |  |       |  |  |                      |  |  |                         |  |
|                                     |   | …                    | …                      |  |  |       |  |  |                      |  |  |                         |  |
| …                                   |   | …                    |                        |  |  |       |  |  |                      |  |  |                         |  |
|                                     |   | …                    | …                      |  |  |       |  |  |                      |  |  |                         |  |
|                                     |   | …                    | …                      |  |  |       |  |  |                      |  |  |                         |  |
|                                     |   | …                    | …                      |  |  |       |  |  |                      |  |  |                         |  |
|                                     |   | …                    |                        |  |  |       |  |  |                      |  |  |                         |  |